# Benifairó de les Valls (kommunhuvudort)
Benifairó de les Valls är en kommunhuvudort i Spanien.   Den ligger i provinsen Província de València och regionen Valencia, i den östra delen av landet, 300 km öster om huvudstaden Madrid. Benifairó de les Valls ligger 38 meter över havet och antalet invånare är 1 907.
Terrängen runt Benifairó de les Valls är kuperad åt nordväst, men åt sydost är den platt. Runt Benifairó de les Valls är det tätbefolkat, med 411 invånare per kvadratkilometer. Närmaste större samhälle är Sagunto, 5,6 km söder om Benifairó de les Valls. Trakten runt Benifairó de les Valls består till största delen av jordbruksmark.